# Efecto Voigt

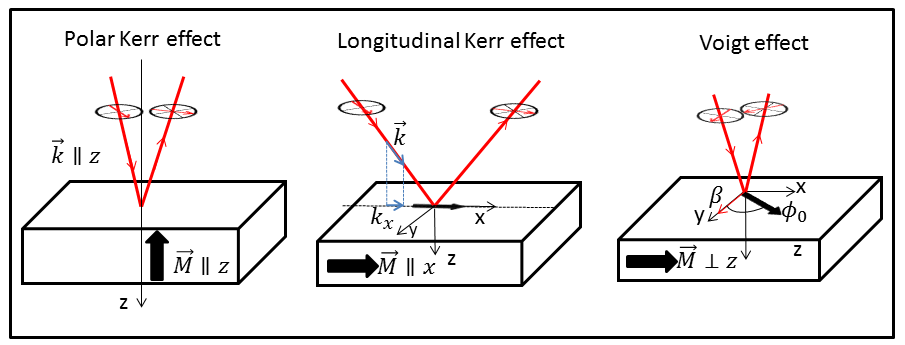
Esquema del efecto Kerr polar, efecto Kerr longitudinal y efecto Voigt.

El efecto Voigt es un fenómeno magneto-óptico que gira y eliptiza la luz polarizada linealmente enviada a un medio ópticamente activo.  A diferencia de muchos otros efectos magneto-ópticos como el efecto Kerr o Faraday, que son linealmente proporcionales a la magnetización (o al campo magnético aplicado para un material no magnetizado), el efecto Voigt es proporcional al cuadrado de la magnetización (o cuadrado del campo magnético ) y se puede ver experimentalmente en incidencia normal. Existen varias denominaciones para este efecto en la literatura: el efecto Cotton-Mouton (en referencia a los científicos franceses Aimé Cotton y Henri Mouton ), el efecto Voigt (en referencia al científico alemán Woldemar Voigt ) y la birrefringencia magnético-lineal. Esta última denominación es más cercana en el sentido físico, donde el efecto Voigt es una birrefringencia magnética del material con un índice de refracción paralelo (  {\displaystyle n_{\parallel }}) y perpendicular  {\displaystyle (n_{\perp }}) al vector de magnetización o al campo magnético aplicado. 

## Formalismo
Para una onda incidente electromagnética polarizada linealmente  {\displaystyle {\vec {E_{i}}}={\begin{pmatrix}\cos \beta \\\sin \beta \\0\end{pmatrix}}e^{-i\omega (t-n_{1}z/c)}}y una muestra polarizada en el plano  {\displaystyle {\vec {m}}={\begin{pmatrix}\cos \phi \\\sin \phi \\0\end{pmatrix}}} , la expresión de la rotación en geometría de reflexión es {\displaystyle \delta \beta } es: {\displaystyle \delta \beta _{r}={\frac {2\Delta n}{n_{0}^{2}-1}}\sin[2(\phi -\beta )]} y en la geometría de transmisión.   : {\displaystyle \quad \delta \beta _{t}={\frac {B_{1}+n_{0}^{2}{\Big [}{\frac {2L\omega }{c}}(1+n_{0})Q_{i}Q_{r}+Q_{r}^{2}-Q_{i}^{2}{\Big ]}}{n_{0}(1+n_{0})}}} donde {\displaystyle \Delta n={\frac {n_{\parallel }-n_{\perp }}{2}}} es la diferencia de los índices de refracción dependiendo del parámetro Voigt. {\displaystyle Q=Q_{i}+iQ_{r}} (igual que para el efecto Kerr),  {\displaystyle n_{0}}los índices de refracción del material y {\displaystyle B_{1}}el parámetro responsable del efecto Voigt y por lo tanto proporcional a la  {\displaystyle M^{2}}o {\displaystyle (\mu _{0}H)^{2}}en el caso de un material paramagnético. El cálculo detallado y una ilustración se dan en las secciones a continuación.

## Teoría

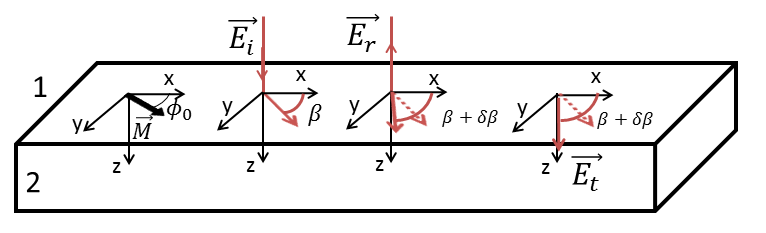
Marco y sistema de coordenadas para la derivación del efecto Voigt., y se refiere al incidente, el campo electromagnético reflejado y transmitido.

Al igual que con los otros efectos magneto-ópticos, la teoría se desarrolla de manera estándar con el uso de un tensor dieléctrico efectivo a partir del cual se calculan los valores propios y los vectores propios de los sistemas.  Como es habitual, a partir de este tensor, los fenómenos magneto-ópticos se describen principalmente por los elementos fuera de la diagonal. 
Aquí, se considera una polarización incidente que se propaga en la dirección z:  {\displaystyle {\vec {E_{i}}}={\begin{pmatrix}\cos \beta \\\sin \beta \\0\end{pmatrix}}e^{-i\omega (t-n_{1}z/c)}}el campo eléctrico y una muestra magnetizada homogéneamente en el plano {\displaystyle {\vec {m}}={\begin{pmatrix}\cos \phi \\\sin \phi \\0\end{pmatrix}}}donde {\displaystyle \phi }se cuenta desde la dirección cristalográfica [100].  El objetivo es calcular  {\displaystyle {\vec {E_{r}}}={\begin{pmatrix}\cos \beta +\delta \beta \\\sin \beta +\delta \beta \\0\end{pmatrix}}e^{-i\omega (t+n_{1}z/c)}}dónde  {\displaystyle \delta \beta } es la rotación de polarización debida al acoplamiento de la luz con la magnetización.  Notemos que {\displaystyle \delta \beta } es experimentalmente una pequeña cantidad del orden de mrad {\displaystyle {\vec {m}}} es el vector de magnetización reducida definido por   {\displaystyle {\vec {m}}={\vec {M}}/M_{s}}, {\displaystyle M_{s}} la magnetización a la saturación.  Destacamos que, como el vector de propagación de la luz es perpendicular al plano de magnetización, es posible ver el efecto Voigt. 

### Tensor dieléctrico
Siguiendo la notación de Hubert, el tensor cúbico dieléctrico generalizado  {\displaystyle \epsilon _{r}} se expresa como  : {\displaystyle (1)\qquad \epsilon _{r}=\epsilon {\begin{bmatrix}1&0&iQm_{y}\\0&1&-iQm_{x}\\-iQm_{y}&iQm_{x}&1\end{bmatrix}}+{\begin{bmatrix}B_{1}m_{x}^{2}&B_{2}m_{x}m_{y}&0\\B_{2}m_{x}m_{y}&B_{1}m_{y}^{2}&0\\0&0&B_{1}m_{z}^{2}\end{bmatrix}}} donde {\displaystyle \epsilon } es la constante dieléctrica del material, {\displaystyle Q} el parámetro Voigt,  {\displaystyle B_{1}} y {\displaystyle B_{2}} dos constantes cúbicas que describen el efecto magneto-óptico dependiendo de   {\displaystyle m_{i}^{2}} .  {\displaystyle m_{i}} es la reducción  {\displaystyle m_{i}=M_{i}/M_{s}}.  El cálculo se realiza en la aproximación esférica con {\displaystyle B_{1}=B_{2}}. En este momento, no hay evidencia de que esta aproximación no sea válida, ya que la observación del efecto Voigt es rara porque es extremadamente pequeña con respecto al efecto Kerr.

### Valores propios y vectores propios
Para calcular los valores propios y los vectores propios, consideramos la ecuación de propagación derivada de las ecuaciones de Maxwell, con la convención   {\displaystyle {\vec {n}}={\vec {k}}c/\omega }.    : {\displaystyle (2)\qquad n^{2}{\vec {E}}-{\vec {n}}({\vec {n}}\cdot {\vec {E}})=\epsilon {\vec {E}}} Cuando la magnetización es perpendicular al vector de onda de propagación, al contrario del efecto Kerr, {\displaystyle {\vec {E}}} puede tener sus tres componentes iguales a cero, lo que hace que los cálculos sean más complicados y que las ecuaciones de Fresnel ya no sean válidas.  Una forma de simplificar el problema consiste en utilizar el vector de desplazamiento de campo eléctrico. {\displaystyle {\vec {D}}=\epsilon {\vec {E}}} .  Ya que  {\displaystyle {\vec {\nabla }}\cdot {\vec {D}}=0} y   {\displaystyle {\vec {k}}\parallel {\vec {z}}} tenemos  {\displaystyle {\vec {D}}={\begin{pmatrix}D_{x}\\D_{y}\\0\end{pmatrix}}}. El inconveniente es tratar con el tensor dieléctrico inverso que puede ser complicado de manejar.  Aquí el cálculo se realiza en el caso general que es complicado de manejar matemáticamente, sin embargo, se puede seguir fácilmente la demostración considerando {\displaystyle \phi =0} . Los valores propios y los vectores propios se encuentran resolviendo la ecuación de propagación en  {\displaystyle {\vec {D}}}  lo que da el siguiente sistema de ecuación.   : {\displaystyle (3)\quad \left\{{\begin{matrix}(\epsilon _{xx}^{-1}-{\frac {1}{n^{2}}})D_{x}+\epsilon _{xy}^{-1}D_{y}=0\\\\\epsilon _{yx}^{-1}D_{x}+(\epsilon _{yy}^{-1}-{\frac {1}{n^{2}}})D_{y}=0\end{matrix}}\right.} donde {\displaystyle \epsilon _{ij}^{-1}}representa el elemento inverso {\displaystyle ij}del tensor dieléctrico {\displaystyle \epsilon _{r}}y  {\displaystyle n^{2}=\epsilon }. Después de un cálculo directo del determinante del sistema, uno tiene que hacer un desarrollo en el segundo orden en {\displaystyle Q} y primer orden de {\displaystyle B_{1}}. Esto llevó a los dos valores propios correspondientes a los dos índices de refracción   : {\displaystyle n_{\parallel }^{2}=\epsilon +B_{1}}{\displaystyle n_{\perp }^{2}=\epsilon (1-Q^{2})} Los vectores propios correspondientes para {\displaystyle {\vec {D}}}y para {\displaystyle {\vec {E}}}son   : {\displaystyle (4)\qquad {\vec {D}}_{\parallel }={\begin{pmatrix}\cos(\phi )\\\sin(\phi )\\0\end{pmatrix}}\qquad {\vec {D}}_{\perp }={\begin{pmatrix}-\sin(\phi )\\\cos(\phi )\\0\end{pmatrix}}\qquad {\vec {E}}_{\parallel }=\epsilon ^{-1}{\vec {D}}_{\parallel }={\begin{pmatrix}{\frac {\cos(\phi )}{B_{1}+\epsilon }}\\{\frac {\sin(\phi )}{B_{1}+\epsilon }}\\0\end{pmatrix}}\qquad {\vec {E}}_{\perp }=\epsilon ^{-1}{\vec {D}}_{\perp }={\begin{pmatrix}{\frac {\sin(\phi )}{(Q^{2}-1)\epsilon }}\\{\frac {\cos(\phi )}{(1-Q^{2})\epsilon }}\\{\frac {-iQ}{(1-Q^{2})\epsilon }}\end{pmatrix}}}

### Geometría de reflexión

#### Relación de continuidad
Conociendo los vectores propios y los valores propios dentro del material, se puede calcular  {\displaystyle {\vec {E_{r}}}={\begin{pmatrix}E_{rx}\\E_{ry}\\0\end{pmatrix}}} el vector electromagnético reflejado que suele detectarse en experimentos.  Para ello se utilizan las ecuaciones de continuidad para {\displaystyle {\vec {E}}}y {\displaystyle {\vec {H}}} donde {\displaystyle {\vec {H}}} es la inducción definida a partir de las ecuaciones de Maxwell por  {\displaystyle {\vec {\nabla }}\times {\vec {H}}={\frac {1}{c}}{\frac {\partial {\vec {D}}}{\partial t}}}.  Dentro del medio, el campo electromagnético se descompone en los vectores propios derivados {\displaystyle {\vec {E}}_{t}=\alpha {\vec {E}}_{\parallel }+\beta {\vec {E}}_{\perp }}. El sistema de ecuación a resolver es   : {\displaystyle (5)\quad \left\{{\begin{matrix}\alpha {\Big (}{\frac {D_{y\parallel }}{n_{\parallel }}}{\Big )}+\beta {\Big (}{\frac {D_{y\perp }}{n_{\perp }}}{\Big )}+E_{ry}=E_{0y}\\\\\alpha {\Big (}{\frac {D_{x\parallel }}{n_{\parallel }}}{\Big )}+\beta {\Big (}{\frac {D_{x\perp }}{n_{\perp }}}{\Big )}+E_{rx}=E_{0x}\\\\\alpha E_{x\parallel }+\beta E_{x\perp }-E_{rx}=E_{0x}\\\\\alpha E_{y\parallel }+\beta E_{y\perp }-E_{ry}=E_{0y}\end{matrix}}\right.} La solución de este sistema de ecuaciones es   : {\displaystyle (6)\quad E_{rx}=E_{0}{\frac {(1-n_{\perp }n_{\parallel })\cos(\beta )+(n_{\perp }-n_{\parallel })\cos(\beta -2\phi )}{(1+n_{\parallel })(1+n_{\perp })}}}{\displaystyle (7)\quad E_{ry}=E_{0}{\frac {(1-n_{\perp }n_{\parallel })\sin(\beta )-(n_{\perp }-n_{\parallel })\sin(\beta -2\phi )}{(1+n_{\parallel })(1+n_{\perp })}}}

#### Cálculo del ángulo de rotación
El ángulo de rotación {\displaystyle \delta \beta } y el ángulo de elipticidad {\displaystyle \psi } se definen a partir de la relación  {\displaystyle \chi =E_{ry}/E_{rx}}con las dos fórmulas siguientes: {\displaystyle (8)\quad \tan 2\delta \beta ={\frac {2\operatorname {Re} (\chi )}{1-|\chi |^{2}}}\qquad (9)\quad \sin(2\psi _{K})={\frac {2\operatorname {Im} (\chi )}{1-|\chi |^{2}}},} donde   {\displaystyle \operatorname {Re} (\chi )} y {\displaystyle \operatorname {Im} (\chi )}  representar la parte real e imaginaria de {\displaystyle \chi }.  Usando los dos componentes previamente calculados, uno obtiene: {\displaystyle (10)\qquad \chi ={\frac {(B_{1}+n_{0}^{2}Q^{2})}{2n_{0}(n_{0}^{2}-1)}}{\frac {\sin[2(\phi -\beta )]}{\cos(\beta )^{2}}}+\tan(\beta ).} Esto da para la rotación de Voigt: {\displaystyle (11)\qquad \delta \beta =\operatorname {Re} \left[{\frac {B_{1}+n_{0}^{2}Q^{2}}{2n_{0}(n_{0}^{2}-1)}}\right]\sin[2(\phi -\beta )],} que también puede ser reescrito en el caso de {\displaystyle B_{1}}, {\displaystyle n_{0}}y   {\displaystyle Q}  real: {\displaystyle (12)\quad \delta \beta ={\frac {2\Delta n}{n_{0}^{2}-1}}\sin[2(\phi -\beta )],} donde {\displaystyle \Delta n={\frac {n_{\parallel }-n_{\perp }}{2}}} Es la diferencia de los índices de refracción.  En consecuencia, se obtiene algo proporcional a {\displaystyle \Delta n} y que depende de la polarización lineal incidente.  Para el correcto {\displaystyle \phi -\beta } No se puede observar rotación de Voigt. {\displaystyle \Delta n}es proporcional al cuadrado de la magnetización ya que  <mrow class="MJX-TeXAtom-ORD"><mn> {\displaystyle B_{1}\propto M_{s}^{2}} </mn> {\displaystyle B_{1}\propto M_{s}^{2}} <msubsup> {\displaystyle B_{1}\propto M_{s}^{2}} {\displaystyle B_{1}\propto M_{s}^{2}} <mrow class="MJX-TeXAtom-ORD"><mn> {\displaystyle B_{1}\propto M_{s}^{2}} </mn></msubsup> {\displaystyle B_{1}\propto M_{s}^{2}} {\displaystyle B_{1}\propto M_{s}^{2}} y   {\displaystyle Q\propto M_{s}} {\displaystyle Q\propto M_{s}} {\displaystyle Q\propto M_{s}} {\displaystyle Q\propto M_{s}} {\displaystyle Q\propto M_{s}}. 

### Geometría de transmisión
El cálculo de la rotación del efecto Voigt en transmisión es en principio equivalente al del efecto Faraday.  En la práctica, esta configuración no se usa en general para muestras ferromagnéticas, ya que la longitud de absorción es débil en este tipo de material.  Sin embargo, el uso de la geometría de transmisión es más común en el líquido paramagnético o cristal donde la luz puede viajar fácilmente dentro del material. 
El cálculo para un material paramagnético es exactamente el mismo que para un material ferromagnético, excepto que la magnetización se reemplaza por un campo {\displaystyle \mu _{0}{\vec {H}}=\mu _{0}H_{0}{\begin{pmatrix}\cos \phi \\\sin \phi \end{pmatrix}}} {\displaystyle H_{0}} en {\displaystyle A/m} o  {\displaystyle G}).  Por conveniencia, el campo se agregará al final del cálculo en los parámetros magneto-ópticos. 
Considerar las ondas electromagnéticas transmitidas {\displaystyle {\vec {E}}_{t}} propagándose en un medio de longitud L. De la ecuación (5), se obtiene para  {\displaystyle \alpha } y  {\displaystyle \beta }  : {\displaystyle \alpha ={\frac {2E_{0}n_{\parallel }\cos(\theta -\phi )}{1+n_{\parallel }}}}{\displaystyle \beta ={\frac {2E_{0}n_{\perp }^{2}\sin(\theta -\phi )}{n_{\perp }+1}}} En la posición z = L, la expresión de {\displaystyle {\vec {E}}_{t}} es   : {\displaystyle (13)\quad {\vec {E}}_{t}=e^{-i\omega [t+{\frac {(n_{\parallel }+n_{\perp })L}{2c}}]}{\Big [}\alpha {\vec {E}}_{\parallel }e^{i{\frac {\omega \Delta nL}{c}}}+\beta {\vec {E}}_{\perp }e^{-i{\frac {\omega \Delta nL}{c}}}{\Big ]}} donde  {\displaystyle {\vec {E}}_{\parallel }} y  {\displaystyle {\vec {E}}_{\perp }}son los vectores propios calculados previamente, y {\displaystyle \Delta n={\frac {n_{\parallel }-n_{\perp }}{2}}} es la diferencia para los dos índices de refracción.  La rotación se calcula a partir de la relación {\displaystyle \chi ={\frac {E_{t_{y}}}{E_{t_{x}}}}}, con desarrollo en primer orden en {\displaystyle B_{1}}y segundo orden en  {\displaystyle Q}. Esto da: {\displaystyle (14)\quad \chi ={\frac {c-i~\omega L(1+n_{0})(B_{1}+n_{0}Q^{2})\sin[2(\beta -\phi )]}{4cn_{0}(1+n_{0})\cos ^{2}(\beta )}}={\frac {c-i~\omega L(1+n_{0})\Delta n\sin[2(\beta -\phi )]}{c~(1+n_{0})\cos ^{2}(\beta )}}} Nuevamente obtenemos algo proporcional a {\displaystyle \Delta n}y {\displaystyle L}, la longitud de propagación de la luz.  Notemos que {\displaystyle \Delta n}es proporcional a {\displaystyle (\mu _{0}H_{0})^{2}}de igual forma con respecto a la geometría en reflexión para la magnetización.  Para extraer la rotación de Voigt, consideramos  {\displaystyle n_{0}=\eta +i~\kappa }, {\displaystyle Q=Q_{r}+i~Q_{i}} y  {\displaystyle B_{1}} real.  Entonces tenemos que calcular la parte real de (14). La expresión resultante se inserta en (8).  En la aproximación de no absorción, se obtiene para la rotación de Voigt en la geometría de transmisión: {\displaystyle (15)\quad \delta \beta =(\mu _{0}H)^{2}{\frac {B_{1}+n_{0}^{2}{\Big [}{\frac {2L\omega }{c}}(1+n_{0})Q_{i}Q_{r}+Q_{r}^{2}-Q_{i}^{2}{\Big ]}}{n_{0}(1+n_{0})}}}

## Ilustración del efecto Voigt en GaMnAs

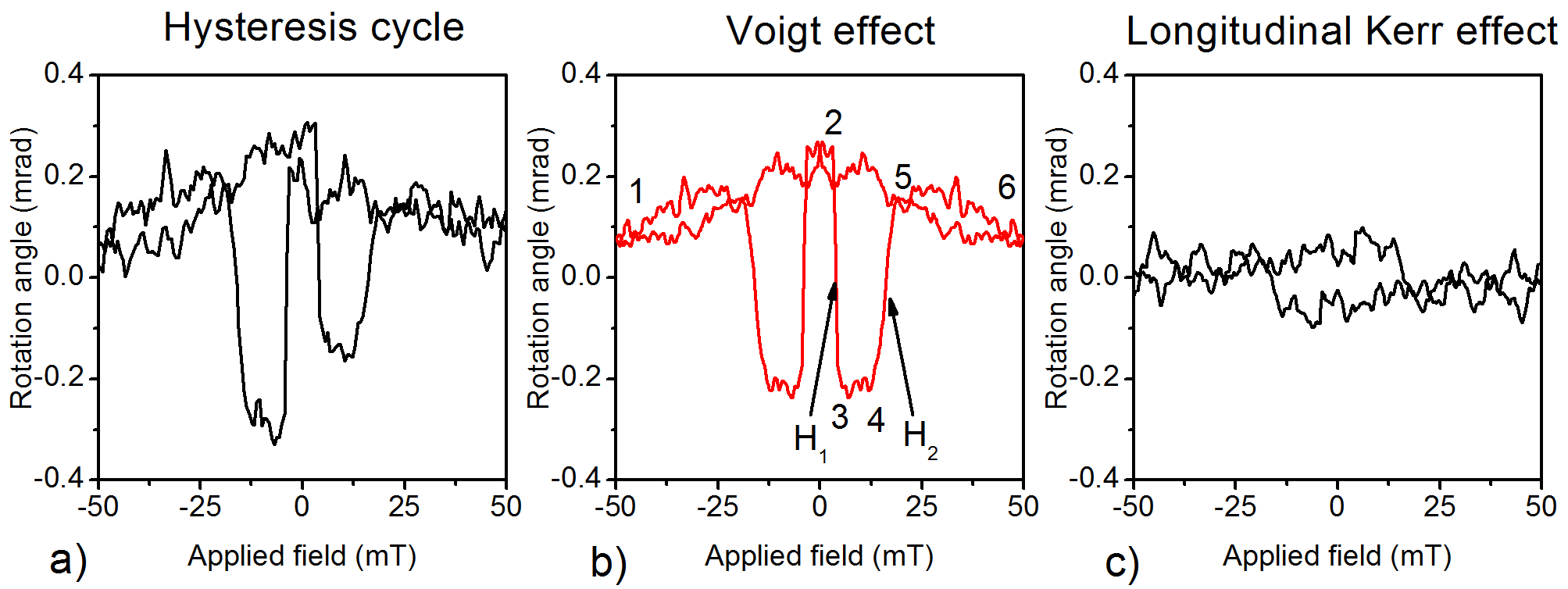
Figura 1 : a) Ciclo de histéresis experimental en un plano (Ga, Mn) Como muestra b) Ciclo de histéresis de Voigt obtenido al extraer la parte simétrica de (a). c) Kerr longitudinal obtenido al extraer la parte asimétrica de (a)

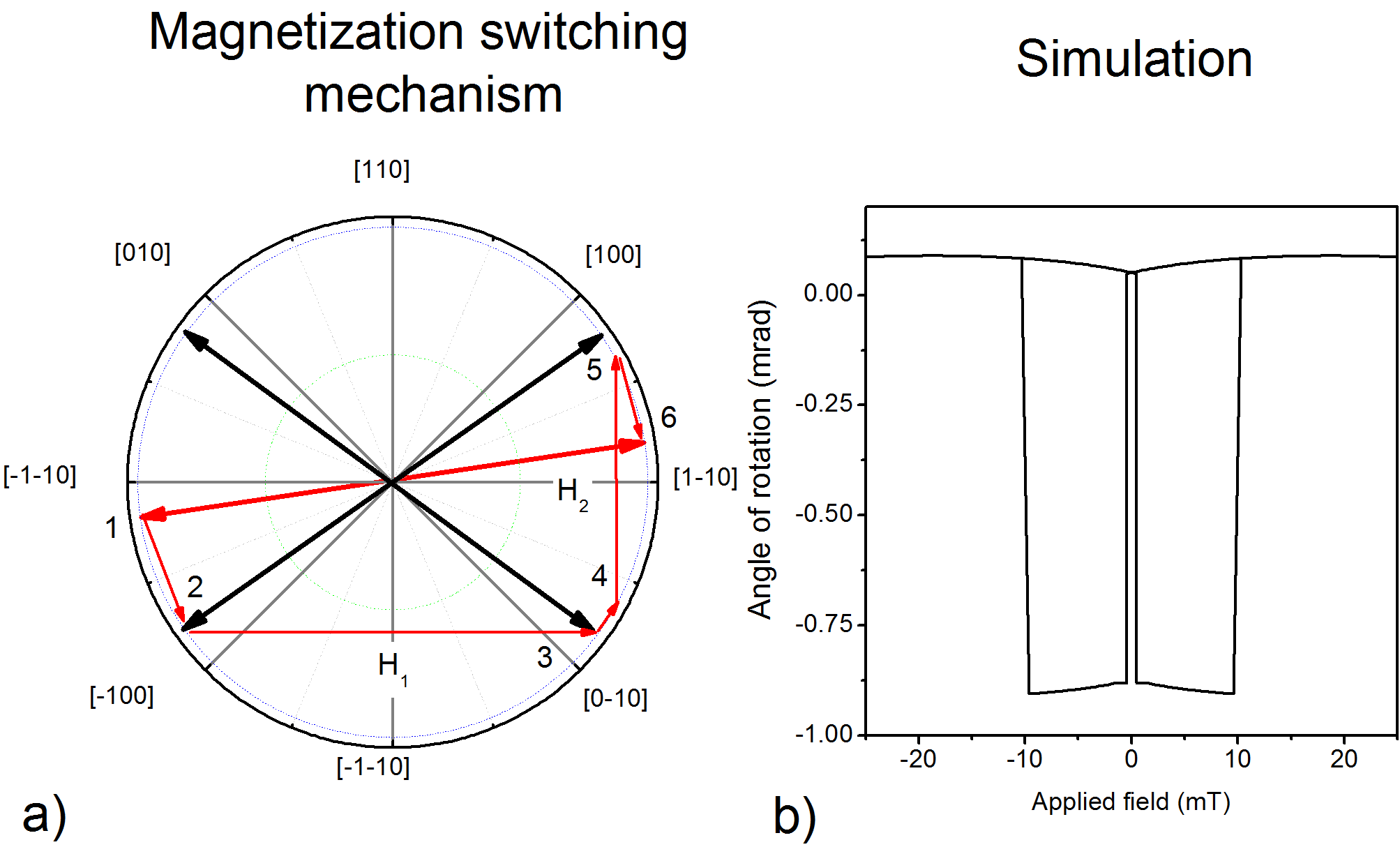
Figura 2

Como una ilustración de la aplicación del efecto Voigt, damos un ejemplo en el semiconductor magnético (Ga, Mn) donde se observó un gran efecto Voigt.  A bajas temperaturas (en general para {\displaystyle T<{\frac {T_{c}}{2}}} ) para un material con una magnetización en el plano, (Ga, Mn), como muestra una anisotropía biaxial con la magnetización alineada a lo largo (o cerca de) las direcciones <100>. 
En la figura 1 se muestra un ciclo de histéresis típico que contiene el efecto Voigt.  Este ciclo se obtuvo enviando una luz polarizada linealmente a lo largo de la dirección [110] con un ángulo incidente de aproximadamente 3 ° (se pueden encontrar más detalles en ), y se mide la rotación debido a los efectos magneto-ópticos de la luz reflejada haz.  En contraste con el efecto Kerr longitudinal / polar común, el ciclo de histéresis es uniforme con respecto a la magnetización, que es una firma del efecto Voigt.  Este ciclo se obtuvo con una incidencia de luz muy cercana a la normal, y también presenta una pequeña parte impar; se debe realizar un tratamiento correcto para extraer la parte simétrica de la histéresis correspondiente al efecto Voigt y la parte asimétrica correspondiente al efecto Kerr longitudinal. 
En el caso de la histéresis presentada aquí, el campo se aplicó en la dirección [1-10].  El mecanismo de conmutación es el siguiente : 
1. Se comienza con un campo negativo alto y la magnetización está cerca de la dirección [-1-10] en la posición 1.
2. El campo magnético disminuye, lo que lleva a una rotación de magnetización coherente de 1 a 2.
3. En el campo positivo, el interruptor de magnetización brutalmente de 2 a 3 por nucleación y propagación de dominios magnéticos da un primer campo coercitivo nombrado aquí {\displaystyle H_{1}}
4. La magnetización permanece cerca del estado 3 mientras gira de manera coherente al estado 4, más cerca de la dirección del campo aplicado.
5. De nuevo, la magnetización cambia bruscamente de 4 a 5 por nucleación y propagación de dominios magnéticos.  Este cambio se debe al hecho de que la posición de equilibrio final está más cerca del estado 5 con respecto al estado 4 (y, por lo tanto, su energía magnética es menor).  Esto le da a otro campo coercitivo llamado  {\displaystyle H_{2}}
6. Finalmente, la magnetización gira coherentemente desde el estado 5 al estado 6.

La simulación de este escenario se muestra en la figura 2, con :
{\displaystyle \operatorname {Re} \left[{\frac {B_{1}+n_{0}^{2}Q^{2}}{2n_{0}(n_{0}^{2}-1)}}\right]P_{\text{Voigt}}=0.5\,\mathrm {mrad} }.
Como se puede ver, la histéresis simulada es cualitativamente la misma con respecto a la experimental.  Notar que la amplitud en  {\displaystyle H_{1}} o  {\displaystyle H_{2}}son aproximadamente el doble de   {\displaystyle P_{\text{Voigt}}}